# Arondismentul Aix-en-Provence
Arondismentul Aix-en-Provence (în franceză Arrondissement d'Aix-en-Provence) este un arondisment din departamentul Bouches-du-Rhône, regiunea Provence-Alpes-Côte d'Azur, Franța.

## Subdiviziuni

### Cantoane
- Cantonul Aix-en-Provence-Centre
- Cantonul Aix-en-Provence-Nord-Est
- Cantonul Aix-en-Provence-Sud-Ouest
- Cantonul Gardanne
- Cantonul Lambesc
- Cantonul Pélissanne
- Cantonul Les Pennes-Mirabeau
- Cantonul Peyrolles-en-Provence
- Cantonul Salon-de-Provence
- Cantonul Trets

### Comune
| 1. Aix-en-Provence (13001)        | 2. Aurons (13008)                   | 3. La Barben (13009)              | 4. Beaurecueil (13012)             |
| 5. Bouc-Bel-Air (13015)           | 6. Cabriès (13019)                  | 7. Charleval (13024)              | 8. Châteauneuf-le-Rouge (13025)    |
| 9. Cornillon-Confoux (13029)      | 10. Coudoux (13118)                 | 11. La Fare-les-Oliviers (13037)  | 12. Fuveau (13040)                 |
| 13. Gardanne (13041)              | 14. Grans (13044)                   | 15. Jouques (13048)               | 16. Lambesc (13050)                |
| 17. Lançon-Provence (13051)       | 18. Meyrargues (13059)              | 19. Meyreuil (13060)              | 20. Mimet (13062)                  |
| 21. Les Pennes-Mirabeau (13071)   | 22. Peynier (13072)                 | 23. Peyrolles-en-Provence (13074) | 24. Le Puy-Sainte-Réparade (13080) |
| 25. Puyloubier (13079)            | 26. Pélissanne (13069)              | 27. Rognes (13082)                | 28. La Roque-d'Anthéron (13084)    |
| 29. Rousset (13087)               | 30. Saint-Antonin-sur-Bayon (13090) | 31. Saint-Cannat (13091)          | 32. Saint-Estève-Janson (13093)    |
| 33. Saint-Marc-Jaumegarde (13095) | 34. Saint-Paul-lès-Durance (13099)  | 35. Salon-de-Provence (13103)     | 36. Septèmes-les-Vallons (13106)   |
| 37. Simiane-Collongue (13107)     | 38. Le Tholonet (13109)             | 39. Trets (13110)                 | 40. Vauvenargues (13111)           |
| 41. Velaux (13112)                | 42. Venelles (13113)                | 43. Ventabren (13114)             | 44. Éguilles (13032)               |